# 趙奇芳
趙奇芳（？—？），字仲儀，號東峰，廣東潮阳人，清朝官員。

## 生平
趙奇芳為雍正五年（1727年）丁未科進士。於乾隆元年（1736年）接替秦士望，擔任台灣府淡水撫民同知。